# Jalmari Eskola
Jalmari Johannes „Lauri” Eskola (ur. 16 listopada 1886 w Karinainen, ob. Pöytyä, zm. 7 stycznia 1958 w Turku) – fiński lekkoatleta (długodystansowiec), wicemistrz olimpijski z 1912.
Wystąpił w biegu przełajowym na igrzyskach olimpijskich w 1912 w Sztokholmie. Bieg był zdominowany przez biegaczy ze Szwecji i Finlandii. Zwyciężył Fin Hannes Kolehmainen, który na tych igrzyskach zdobył również złote medale w biegach na 5000 metrów i 10 000 metrów, drugi był Szwed Hjalmar Andersson, który przybiegł drugi ze stratą ok. pół minuty, jego rodak John Eke trzeci, a Eskola zajął 4. miejsce. Do klasyfikacji drużynowej liczyły się miejsca trzech najlepszych zawodników danej reprezentacji. Szwedzi zajęli 2. (Andersson), 3. (Eke) i 5. (Ternström) miejsce, a Finowie 1. (Kolehmainen), 4. (Eskola) i 6. (Stenroos) miejsce, co sprawiło, że to Szwedzi zostali mistrzami, a Finowie wicemistrzami olimpijskimi w biegu przełajowym drużynowo.
Rekordy życiowe Eskoli:
| Konkurencja           | Data i miejsce          | Wynik   |
| --------------------- | ----------------------- | ------- |
| bieg na 5000 metrów   | 20 lipca 1912, Turku    | 16:11,0 |
| bieg na 10 000 metrów | 12 września 1909, Turku | 34:42,2 |